# Internationale Olympische Akademie
Die Internationale Olympische Akademie (IOA) in Athen ist das Kernstück der Olympischen Erziehung des Internationalen Olympischen Komitees (IOC).

## Entwicklung
1938 entstand die Idee einer solchen Einrichtung aus Anlass der Beisetzung des Herzens von Pierre de Coubertin in einer Stele in Olympia. Carl Diem und das griechische IOC-Mitglied Ioannis Ketseas verfolgten die Idee auch nach dem Weltkrieg. 1947 präsentierten sie die Pläne dem IOC, das die IOA als eine Einrichtung des Griechischen Olympischen Komitees 1949 in seine Obhut nahm. 1961 fand die 1. IOA als Summer School in einem Zeltlager in Olympia statt. Die Unterrichtssprachen sind Englisch und Französisch. Die Teilnehmer kommen aus mehr als fünfzig Ländern, die Referenten sind in olympischen Studien ausgewiesen. Zu den permanenten Referenten aus Deutschland gehörten u. a. Wilhelm Henze, Horst Ueberhorst und Norbert Müller. 1967 wurden die ersten permanenten Gebäude errichtet. Die Bibliothek enthält inzwischen mehr als 16.000 bibliographische Einheiten. Ab 1970 nahmen die Aktivitäten zu, sodass nun nicht mehr nur Kurse für sportliche Studierende aus aller Welt, sondern auch für Funktionäre, Hochschullehrer, Sportjournalisten etc. durchgeführt werden. 1994 wurden aus Mitteln des IOC weitere permanente Gebäude errichtet, die jedoch 2009 durch einen Waldbrand stark beschädigt wurden. 2003 wurde die IOA eine eigene rechtsfähige Einheit. 2009 wurde die Zusammenarbeit mit der Universität der Peloponnes intensiviert und die IOA in ein von der Europäischen Union unterstützten Master of Arts in Olympic Studies ausgebaut, an der auch die Sporthochschule Köln beteiligt ist. Die IOA gibt eine Schriftenreihe der in der IOA gehaltenen Vorträge heraus.

## Präsidenten
- Ioannis Ketseas (1961–1965)
- Theodossios Papathanassiadis (1965–1966)
- Georg Wilhelm von Hannover (1966–1969)
- Epaminondas Petralias (1970–1974)
- Athanassios Tzartzanos (1974–1976)
- Nikolaos Nissiotis (1977–1986)
- Nikos Filaretos (1986–1992, 1997–2005)
- Fernandos Serpieris (1993–1996)
- Minos X. Kyriakou (2006–2008)
- Isidoros Kouvelos (2009– )

## Dekane
- Otto Szymiczek (1962–1990)
- Konstantinos Georgiadis (1990– )